# Zisterzienserinnenabtei Clavas
Die Zisterzienserinnenabtei Clavas war von 1233 bis 1765 ein französisches Kloster der Zisterzienserinnen in Riotord, einer Gemeinde im Département Haute-Loire.

## Geschichte
Das dem Heiligen Austregisil von Bourges geweihte Frauenkloster Clavas (lateinisch Clavassium oder Clavata, von clavis = Schlüssel, vgl. deutsch Kloster von lateinisch claudere = schließen) wurde vor 1176 in einem Tal östlich Riotord gegründet und 1259 der Zisterzienserabtei Mazan unterstellt. 1765 wurden die verbleibenden Nonnen in das Kloster La Séauve-Bénite eingegliedert, das sich bis zu seiner Auflösung durch die Französische Revolution La Séauve-Clavas nannte.
Im Weiler Clavas, am Bach La Clavarine, sind vom Kloster Kirche, Pfarrhaus und Eingangstor erhalten. An zwei Stellen sieht man noch das Klosterwappen mit zwei gekreuzten Schlüsseln. Der von einem Verein (Les Clavari et amis) betreute Ort ist Mitglied der Europäischen Charta der Zisterzienserabteien und -stätten. Er hat u. a. einen Klostergarten angelegt. Bewohnbare Gebäude werden von der Pfadfinderorganisation Éclaireurs neutres de France unterhalten.